# Zerain
Zerain (spanisch Ceráin) ist eine Gemeinde (Municipio) in der Provinz Gipuzkoa im spanischen Baskenland. Sie hat 280 Einwohnern (Stand: 2024). 

## Geografie
Zerain liegt etwa 70 Kilometer südöstlich von Bilbao und 55 Kilometer südwestlich von der Provinzhauptstadt Donostia-San Sebastián in einer Höhe von ca. 330 m.

## Bevölkerungsentwicklung
| 1900 | 1950 | 1970 | 1981 | 1991 | 2001 | 2011 | 2021 |
| ---- | ---- | ---- | ---- | ---- | ---- | ---- | ---- |
| 552  | 407  | 328  | 240  | 227  | 247  | 257  | 282  |

## Sehenswürdigkeiten

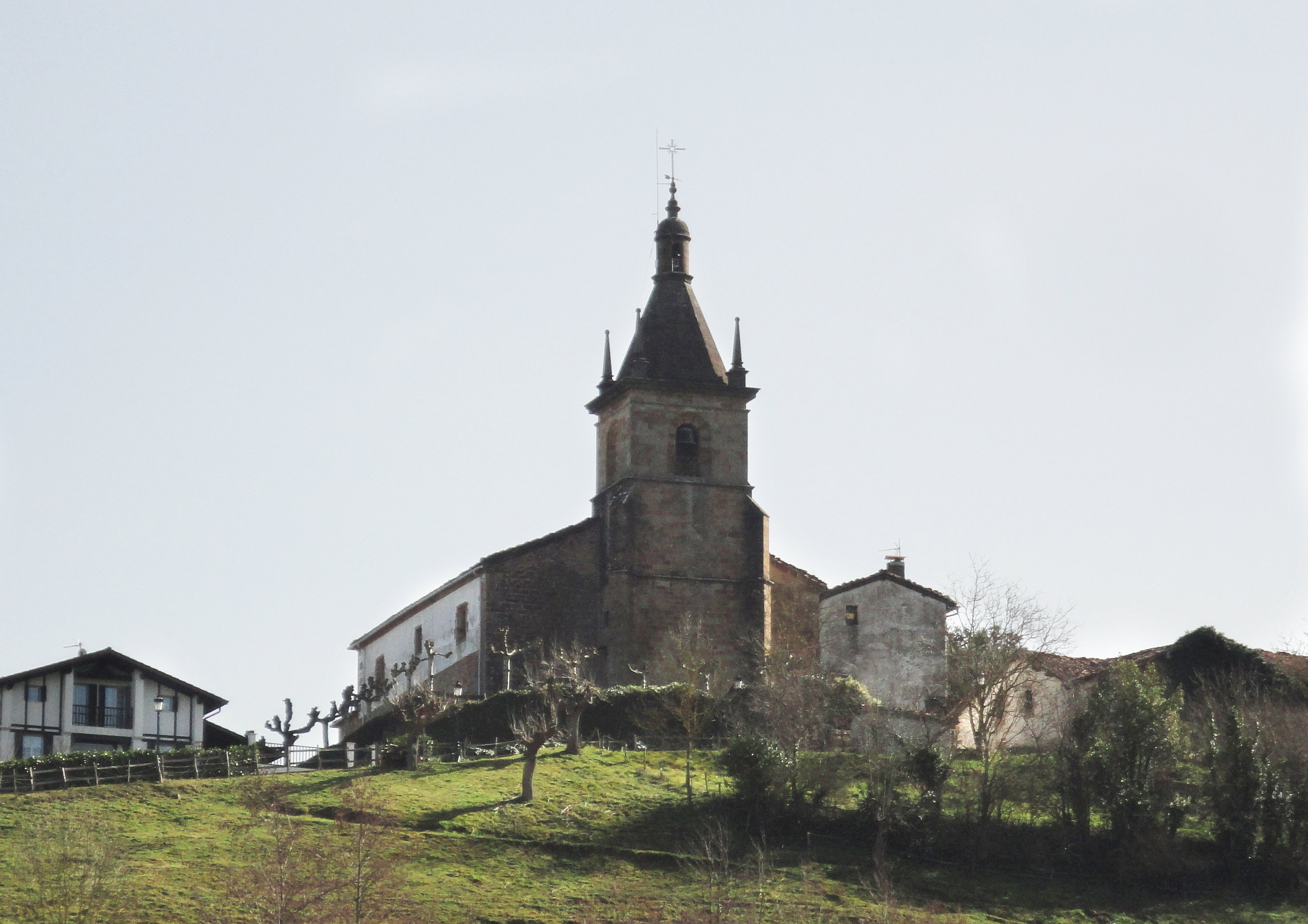
Kirche Mariä Himmelfahrt
- Heimatmuseum
- Rathaus

- Kirche Mariä Himmelfahrt